# Maciej Rybiński (General)
Maciej Rybiński (dt. Mathias Rybinski) (* 24. Februar 1784 in Slawuta; † 17. Januar 1874 in Paris) war ein polnischer General. Er war letzter Oberbefehlshaber während des Novemberaufstandes von 1830/31.

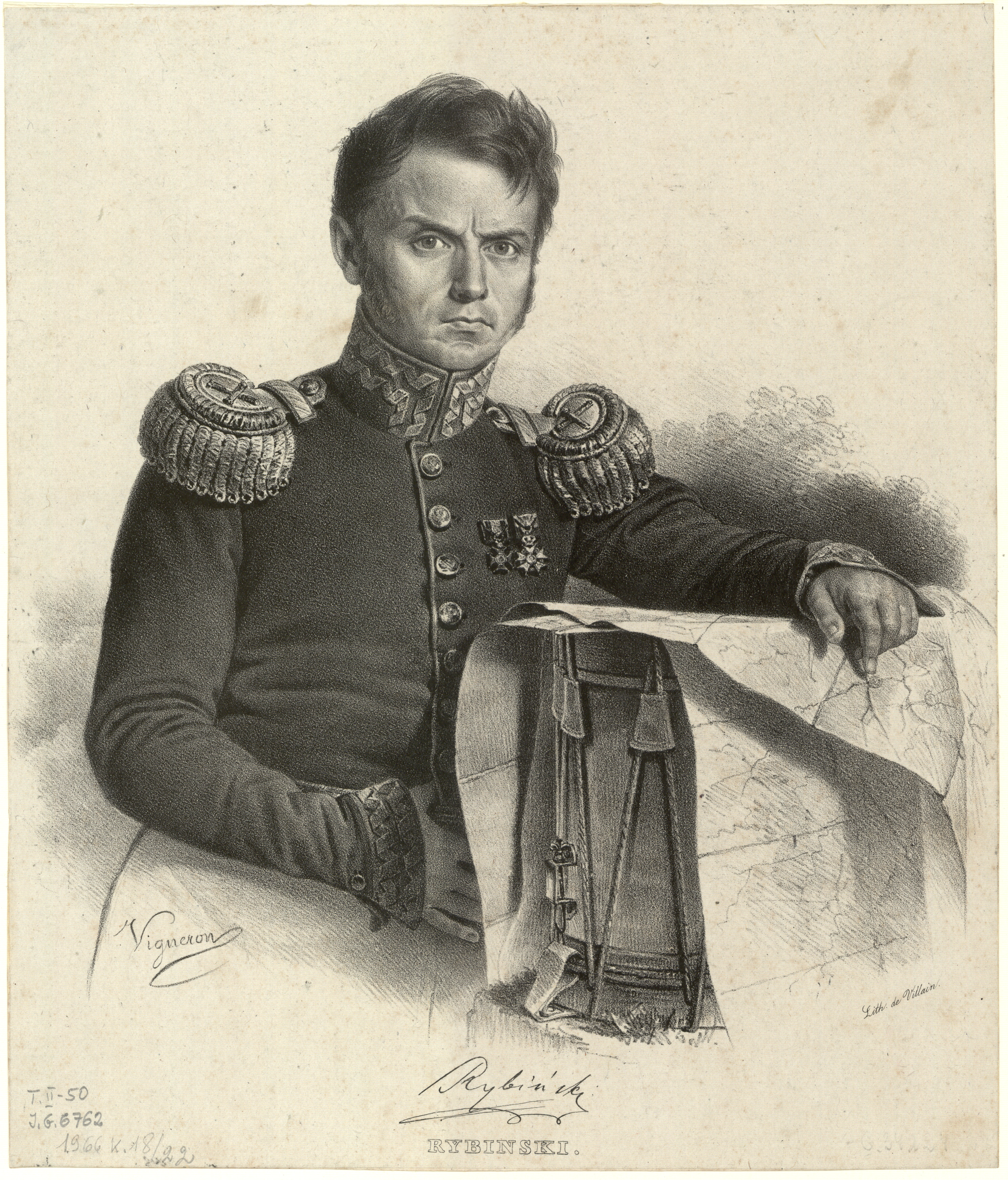
Maciej Rybiński

## Leben
Er besuchte die Akademie in Lemberg. Im Jahr 1806 trat er in die französische Armee ein. Er diente dort zeitweise im Stab von General Louis Gabriel Suchet. Er folgte dem General aber nicht zu dessen Einsatz in Spanien, sondern blieb in Polen. Dort trat er in die Armee des Großherzogtums Warschau ein. Als Kompaniekommandant griff er 1809 die von zwei österreichischen Bataillonen verteidigte Stadt Radzymin an und eroberte diese. Dabei wurde er im Gesicht verwundet. Auch in der Folgezeit zeichnete er sich durch Tapferkeit aus und wurde von Józef Antoni Poniatowski mit dem Orden Virtuti Militari ausgezeichnet. Im Jahr 1812 nahm er am Russlandfeldzug Napoleons teil. Noch während der Schlacht um Smolensk verlieh der Kaiser Rybiński das Kreuz der Ehrenlegion. In der Folge hat er, inzwischen zum Colonel befördert, verschiedene Gefechte siegreich bestanden. Nach der Rückkehr nach Polen ging er nach Krakau, wo er ein neues Regiment aufstellte. Dieses schloss sich der polnischen Armee, die inzwischen im Königreich Sachsen stand, an. Auch in dem folgenden Feldzug siegte Rybiński, in mehreren Gefechten. Nach der Völkerschlacht bei Leipzig, in der die polnischen Truppen den Rückzug der französischen Truppen deckten, geriet Rybiński in Kriegsgefangenschaft. Dabei verhandelte er mit Alexander I. um eine ehrenvolle Übergabe, die ihm auch zugesichert wurde. Rybiński selbst wurde in Ungarn interniert.
Nach der Gründung von Kongresspolen kehrte er nach Polen zurück und trat in die Armee des Königreichs ein. Er widmete sich auch wissenschaftlichen Studien. Von politischen Bestrebungen hielt er sich fern, wurde von der russischen Regierung aber wegen seines bekannten polnischen Patriotismus überwacht.
Nach Beginn des Novemberaufstandes marschierte er mit dem 1. Infanterieregiment, dass er kommandierte, nach Warschau und unterstellte sich der nationalpolnischen Regierung. In der Schlacht bei Wawer am 19./20. Februar 1831 konnte er 400 russische Soldaten und zahlreiche Offizieren gefangen nehmen, die erbeuteten Fahnen sandte er an den Oberbefehlshaber. In der Schlacht bei Grochów (26. Februar), in der er das 4. Infanterieregiment kommandierte, schlug er mehrere russische Angriffe zurück. 
Am 26. Mai erlitten die Polen eine Niederlage in der Schlacht von Ostrołęka, wobei auch er mit seiner Division teilnahm. Schließlich machte er denn Rückzug der polnischen Truppen nach Warschau und den Marsch zur Festung Modlin mit. Nach der Schlacht um Warschau (1831) durch die Russen wurde er am 8. September in den Rang eines Divisionsgeneral befördert. Am 10. September 1831 übernahm er nur widerwillig das Amt des Oberbefehlshabers, als sich der Sejm in Płock tagte. Nachdem der Oberkommandierende Kazimierz Małachowski das Kommando niedergelegt hatte, nahm Rybiński erst nach längerem Zögern an. Er musste bald feststellen, dass es der Armee an Waffen, Lebensmitteln und anderen Gütern mangelte. Nach einem ersten Waffenstillstand kam es zu weiteren Kämpfen, eher der General einen weiteren Waffenstillstand schloss, um die polnischen Truppen zu sammeln. In der Folge kam es zu Widerständen gegen ihn und er wurde von der Regierung für abgesetzt erklärt. Die Armee erkannte dies nicht an und wählte ihn erneut zum Oberkommandierenden. In der Folge machten sich in der Armee immer mehr Auflösungserscheinungen breit.
General Rybiński erkannte, dass der Aufstand verloren war und beschloss, die Armee über die Grenze nach Preußen zu führen. Neben entsprechenden Tagesbefehlen veröffentlichte er ein Manifest an Europa und bat in einem Schreiben den preußischen König um Schutz für die besiegte Armee. Am 5. Oktober 1831 überschritt die Armee die preußische Grenze. Der General ging nach Frankreich ins Exil. Dort war er Führer einer Exilorganisation. Nach dem Beginn der Februarrevolution von 1848 warb er für die Aufstellung einer polnischen Legion unter französischen Kommando.